# Aeromychirus
Aeromychirus – rodzaj roztoczy z rzędu Astigmata i rodziny Listrophoridae.
Rodzaj ten został opisany w 1976 roku przez Alexa Faina. Gatunkiem typowym wyznaczono Afrolistrophorus aeromys.
Obie płcie tych roztoczy mają propodosomę wyraźnie szerszą od hysterosomy, na grzbietowej stronie pozbawioną plamki środkowej (odpowiadającej wewnętrznej apodemie). Tarczka preskapularna na przedniej krawędzi prosta, a postskapularna poprzecznie rowkowana. Idiosoma i odnóża z kompletem szczecinek. Między biodrami pierwszej pary oskórek wykształcony jest służące do przyczepiania się do ciała gospodarza walwy, a oskórek między biodrami drugiej pary tworzy dodatkową parę walw. Tarczka hysteronotalna obecna jest u wszystkich samców i niektórych samic. Jeżeli występuje to jest niepodzielona. Silnie wysmuklona opistosoma samca opatrzona jest parą końcowych płatków z wykształconymi membranami. U samca skleryty pregenitalne niepołączone, krótkie. Jego edeagus ma wyraźny skleryt wstawkowy i łukowatą apodemę grzbietową z wolnymi wyrostkami tylnymi. Samica ma opisthogaster z licznymi łuskami, spermatekę u nasady kuliście powiększoną, a ductus efferentia szpatułkowaty.
Wszystkie znane gatunki są pasożytami, żyjącymi w sierści polatuch (Pteromyini) i zamieszkującymi Azję.
Należą tu trzy dotąd opisane gatunki:
- Aeromychirus aeromys (Fain, 1972)
- Aeromychirus hyloptes (Fain, 1970)
- Aeromychirus petinomys Bochkov et Oconnor, 2006